# Bobby Garrett
Robert Driscoll Garrett, detto Bobby (Los Angeles, 16 agosto 1932 – Westminster, 5 dicembre 1987), è stato un giocatore di football americano statunitense che ha giocato nel ruolo di quarterback per una stagione nella National Football League (NFL). Fu la prima scelta assoluta del Draft NFL 1954 da parte dei Cleveland Browns. Al college giocò a football all'Università di Stanford.

## Carriera professionistica
Shaw fu scelto dai Cleveland Browns come primo assoluto nel Draft NFL 1954. I Browns erano alla ricerca di un giocatore che prendesse il posto del quarterback veterano Otto Graham, ma presto scoprirono che Garrett aveva difetto come quarterback: egli infatti soffriva di balbuzie, rendendo difficoltosa la chiamata degli schemi
Garrett non giocò mai con i Browns ma fu scambiato assieme all'halfback Don Miller e a Johnny Bauer e Chet Gierula coi Green Bay Packers per il quarterback Babe Parilli e l'offensive tackle Bob Fleck. I Packers cercavano una riserva per il veterano Tobin Rote, ma non vennero a conoscenza dei problemi di balbuzie di Garrett prima della scambio. Garrett disputò solo nove partite nella NFL.

## Statistiche
| Partite totali | 9    |
| Yard passate   | 153  |
| Touchdown      | 0    |
| Intercetti     | 1    |
| Passer rating  | 49,7 |